# Lepthoplosternum stellatum
Lepthoplosternum stellatum är en fiskart som beskrevs av Roberto Esser dos Reis och Kaefer 2005. Lepthoplosternum stellatum ingår i släktet Lepthoplosternum och familjen Callichthyidae. Inga underarter finns listade i Catalogue of Life.